# The Sound of Arrows
The Sound of Arrows è un gruppo di musica elettronica composto dagli svedesi Oskar Gullstrand e Stefan Storm.
Il loro stile è stato definito "un'estetica cromata i cui confini stanno fra il synth pop di classe dei Pet Shop Boys e il britpop più electro oriented".

## Storia
Formatosi originariamente nel 2006, il duo ha pubblicato il primo EP Danger! nel 2008, al quale sono seguite molte collaborazioni con altri artisti, tra cui Lady Gaga Alphabeat, The Naked and Famous, Natalia Kills e Nicole Scherzinger. Il singolo che ha segnato il loro debutto per una major discografica è Nova è stato pubblicato nel marzo 2011 dalla Geffen Records, mentre il relativo video musicale è stato trasmesso in anteprima da Popjustice il 21 febbraio 2011. È seguito il singolo M.A.G.I.C il 14 agosto 2011. Il 31 ottobre è uscito il loro album d'esordio Voyage. Il 17 Marzo 2017, dopo ben cinque anni di mancanza dalle scene, è uscito il loro nuovo singolo Beautiful Life, pubblicato da rivenditori e servizi di streaming digitali. Questo album rappresenta un'esplosione sensoriale di influenze anni '90 pop. A proposito del nuovo disco, il duo ha spiegato: 
 Nel 2017 è uscito il loro secondo album Stay Free.

## Discografia

### Album
- 2011 – Voyage
- 2017 – Stay Free

### EP
- 2008 - Danger!
- 2009 - M.A.G.I.C.

### Singoli
- 2009 - Into the Clouds
- 2011 - Nova
- 2011 - Magic
- 2011 - Wonders
- 2017 - Beautiful Life